# Arabistyka
Arabistyka – jedna z dziedzin orientalistyki, zajmująca się badaniem języka arabskiego i jego dialektów, kultury, historii obszarów arabskojęzycznych, systemów religijnych i filozoficznych, literatury arabskiej, a także polityki, gospodarki oraz ekonomii. Dziedziny powiązane ściśle z arabistyką to islamistyka i semitystyka.

## Arabistyka w Polsce
W Polsce arabistykę można studiować na trzech uniwersytetach:
- Katedra Arabistyki i Islamistyki Uniwersytetu Warszawskiego
- Katedra Arabistyki Uniwersytetu Jagiellońskiego w Krakowie
- Zakład Arabistyki i Islamistyki Uniwersytetu im. Adama Mickiewicza w Poznaniu

Dodatkowo badania z zakresu arabistyki prowadzą:
- Pracownia Języka i Kultury Arabskiej Uniwersytetu Mikołaja Kopernika w Toruniu
- Katedra Bliskiego Wschodu i Północnej Afryki Uniwersytetu Łódzkiego
- Instytut Bliskiego i Dalekiego Wschodu Uniwersytetu Jagiellońskiego
- Pracownia Języka i Kultury Arabskiej  w Instytucie Studiów Klasycznych, Śródziemnomorskich i Orientalnych Uniwersytetu Wrocławskiego
- Instytut Neofilologii i Lingwistyki Stosowanej Uniwersytetu Kazimierza Wielkiego w Bydgoszczy

### Polskie czasopisma arabistyczne
- Studia Arabistyczne i Islamistyczne
- Bliski Wschód